# Rachel Morgan
Rachel Morgan (titre original : Hollows) est une série littéraire créée par Kim Harrison et publiée par Bragelonne puis Milady depuis 2007. Elle comprend des romans, un recueil de nouvelles et des romans graphiques.
C'est une série de romans policiers dans un univers de fantasy urbaine qui se déroule principalement dans la ville de Cincinnati et dans une enclave à proximité de l'autre côté de la rivière Ohio surnommé « le Cloaque ». 

## Construction des romans
Les romans de la série sont écrits à la première personne du point de vue de Rachel Morgan, une sorcière détective qui travaille avec les organismes d'application de la loi et doit faire face à des menaces normales ou d'origine surnaturelle. La série met également l'accent sur les relations de Rachel avec ses partenaires, une vampire vivante et un Pixie, ainsi que ses relations personnelles avec les mâles de différentes espèces.

## Livres
La série comprend actuellement treize romans dont cinq romans traduit en français pour l'instant, un recueil de nouvelles et deux romans graphiques :
1. Sorcière pour l'échafaud, Bragelonne, 2007 ((en) Dead Witch Walking, 2004)Réédité chez Milady en 2010
2. Le Bon, la Brute et le Mort-vivant, Bragelonne, 2008 ((en) The Good, the Bad, and the Undead, 2005)Réédité chez Milady en 2010
3. Sorcière blanche, cœur noir, Bragelonne, 2008 ((en) Every Which Way But Dead, 2005)Réédité chez Milady en 2010
4. Pour une poignée de charmes, Bragelonne, 2009 ((en) A Fistful of Charms, 2006)Réédité chez Milady en 2010
5. Et pour quelques démons de plus, Milady, 2010 ((en) For a Few Demons More, 2007)
6. (en) The Outlaws Demon Wails, 2008Aussi connu sous le titre VO Where Demons Dare
7. (en) White Witch, Black Curse, 2009
8. (en) Black Magic Sanction, 2010
9. (en) Pale Demon, 2011
10. (en) Perfect Blood, 2012
11. (en) Ever After, 2013
12. (en) The Undead Pool, 2014
13. (en) The Witch With No Name, 2014

Recueil de nouvelles sur l'univers de Rachel Morgan: 
- (en) Into the Woods: Tales from the Hollows and Beyond, 2012

Romans graphiques :
- (en) Blood Work, 2011
- (en) Blood Crime, 2012

## Environnement
Cette histoire se déroule dans une réalité alternative où la magie côtoie la vie de tous les jours. Dans cet univers, après la découverte de l'ADN par James D. Watson, Francis Crick et Rosalind Franklin, les manipulations génétiques sont devenues possibles, changeant beaucoup d'évènements de cette réalité. Un virus nommé le «Virus de l'Ange» s'est introduit dans une tomate génétiquement modifiée et s'est rapidement répandu à travers le monde. À la suite de cette épidémie, toutes les recherches génétiques ont été interdites. De plus, les humains éprouvent désormais une vive aversion pour toute nourriture comportant des tomates (pizza, ketchup, ...).

### Le Tournant
Le «Virus de l'Ange» a tué un quart de la population humaine, révélant l'existence de plusieurs espèces surnaturelles (Vampires, Loups-garous, Sorcières, Pixies, Fées des jardins, Leprechauns, Trolls des ponts, Elfes et d'autres) car celles-ci ne furent presque pas affectées. 
Les espèces surnaturelles décidèrent alors de se faire connaitre, et d'établir des communautés de par le monde. Cet évènement a pris le nom de "Tournant", et l'histoire se déroule environ quarante ans après.
Les non-humains sont appelés les "Outres", soit outremondiens : habitants de l'Outre-monde. Étant donné que les lois et les sociétés ont radicalement changé à cause de facteurs liés à ces nouvelles espèces, toutes les organisations d'application de la loi aux États-Unis ont fermé. Elles ont été remplacées par deux nouvelles organisations :
- Le Service de Sécurité de l’Outremonde (SO), entièrement composé de non-humains ;
- Le Bureau Fédéral de l’Outremonde (BFO), composé d'humains, plutôt impuissante face aux Outres, faute de moyens surnaturels.

### L'Outremonde
L'Outremonde est un plan éthéré qui existait au-delà de la perception des humains jusqu'au Tournant. Des concentrations d'énergie de l'Outremonde sont éparpillées à travers notre plan d'existence et sont appelés "lignes". Les lignes peuvent être utilisées par les utilisateurs de magie et les races qui habitaient autrefois dans l'Outremonde (Elfes, Sorciers).
La seule race habitant encore dans l'Outremonde est celle des Démons, qui ont chassé les Elfes voici environ deux mille ans. Les Sorciers ont également vécu dans l'Outremonde puis ont fui vers notre plan il y a environ cinq mille ans.

## Races surnaturelles

### Races non humaines

#### Sorciers
Une race d'Outres vivant plus longtemps que les humains et étant doué pour la magie. Ils ressemblent aux humains mais ont un ADN différent et incompatible ce qui empêche les métissages. Ils ont quitté l'Outremonde cinq mille ans avant le Tournant, abandonnant leurs royaumes aux Démons.
Les sorciers ont hérité des capacités magiques des Démons car elles sont le produit de la guerre biologique menée par les Elfes contre les démons. Un déclencheur dans les mitochondries de certains enfants sorciers conduit normalement à la mort prématurée de ces derniers. Lorsque, enfant, Rachel Morgan est guérie de cette maladie, il a été découvert que cette anomalie est un vestige de l'ascendance démoniaque des Sorciers.

#### Pixies
Une petite race humanoïde (10 cm de haut) qui vit dans les jardins et a une intense rivalité avec ses proches parents, les Fées. Les Pixies ont tendance à agir comme les Humains et les grands Outres. Ils comptent sur le pollen des plantes pour survivre.
La poussière de pixie, qu'ils peuvent produire volontairement, provoque de grandes démangeaisons aux représentants des autres races.

#### Fées
Une petite race d'Outres qui vit dans les jardins et a une intense rivalité avec ses proches parents, les Pixies. Les Fées ont tendance à manger des insectes et à travailler en tant que mercenaires.

#### Elfes
Une race d'Outres qui a émigré de l'Outremonde il y a environ deux mille ans, après avoir perdu plusieurs guerres contre les Démons. Tentant de préserver et de restaurer leur patrimoine, ils se mêlèrent étroitement et se croisèrent avec l'homme, ce qui a conduit à l'extinction massive des Elfes au cours du Tournant, car ils étaient sensibles au «Virus de l'Ange». Leur race est considérée comme éteinte. Ils dorment dans la journée et la nuit de 22h à 3h du matin et de 10h à 15h.

#### Leprechauns
Une petite race d'Outres (taille des nains) qui peut accorder la réalisation de vœux quand ils sont capturés. Cependant ils n'offrent généralement pas plus que le minimum de trois vœux requis par la loi.

#### Trolls
Une race vaguement humanoïde qui vit sous les ponts et peut être une nuisance publique puisqu'ils mangent le mortier qui joint les pierres des ponts.

#### Démons
Une race purement magique et agressive qui habite seule dans l'Outremonde. Les Démons peuvent être invoquées dans notre plan d'existence et utilisés par les utilisateurs de la magie des lignes, mais souvent à un prix. Ils sont immortels, mais peuvent être détruits par un autre Démon, et ne peuvent exister sur le plan mortel que jusqu'au lever de soleil (à ce moment ils sont contraints de retourner dans l'Outremonde). Les Démons dominent l'Outremonde, dont ils ont chassé les sorciers et les elfes par de grandes guerres.
Les Démons ne sont plus en mesure de se reproduire car toutes les femelles de l'espèce, sauf une, sont mortes. Il n'y a pas eu de nouveaux Démons depuis que les Elfes ont perdu une guerre biologique contre eux - alors que les Démons eux-mêmes ont survécu, tous leurs descendants sur plusieurs générations ont été corrompus. Ces descendants corrompus ont évolué en l'espèce connue sous le nom de Sorciers, qui par la suite a fui vers notre plan d'existence. Il y a au moins deux différents types de Démons.
- Les Démons de surface :

Ces Démons ont des sabots et des cornes et semblent avoir un faible niveau d'intelligence. Ils peuvent s'attarder sur la surface dans l'Outremonde. Ils peuvent être utilisés comme hommes de main par les plus intelligents des Démons.
- Les Démons supérieurs :

Bien qu'ils ne soient pas étiquetés comme supérieurs hiérarchiques de leur race, ces Démons sont plus intelligents, vivent sous la surface de la planète dans l'Outremonde et s'appuient sur la magie et des règles bureaucratiques dans leur société.

#### Banshees
Une espèce femelle, qui chasse la peur des autres, et utilise cette énergie pour se reproduire. Elles sont licenciées dans le but de contrôler leur chasse des hommes.

#### Gargouilles
Une espèce qui chasse la nuit. Elles se perchent sur les églises et d'autres bâtiments tels que les maisons et se reposent pendant la journée. En cuir et lumineuse la nuit quand elles chassent, leurs peau se transforme en pierre le jour. Les Gargouilles ont une connexion intense avec les lignes du monde et procurent de grandes capacités aux Sorciers quand elles aident.

### Races dérivés de l'humain

#### Vampires
Les Vampires de cette série sont similaires aux vampires habituels, à quelques exceptions près. Leur salive contient des neurotransmetteurs qui transforment la douleur d'une morsure de Vampire en plaisir. Les vampires peuvent également sensibiliser leurs victimes afin que seul ce vampire puisse affecter cette personne, laissant la victime mentalement liée à ce Vampire. Il existe deux types de Vampires, les vivants et les morts-vivants.
Les Vampires Vivants sont des humains normaux infectés par le «virus Vampire». Ils sont divisés en deux groupes, les sang-noble et les sang-bas.
Les Vampires de sang-bas sont des humains normaux qui ont été infectés par un Vampire mort-vivant et qui n'ont que certains des caractéristiques apportées par le «virus Vampire», tels que l'accroissement de force et de vitesse, ainsi que la soif de sang. Quand ils meurent, que ce soit de causes naturelles ou non, ils meurent tout simplement comme tout autre humain, à moins qu'un Vampire Vivant ne soit là au moment de la mort pour les ramener en tant que mort-vivant.
Les Vampires de sang-noble sont des Vampires qui sont nés déjà infectés par le virus, et dont le développement dans l'utérus a été influencés par le «virus Vampire». Ils ont une force et une vitesse accrues par rapport aux vampires de sang-bas, mais pas autant que les morts-vivants. Ils ont également une plus grande soif de sang que les Vampires de sang-bas, mais ils ne sont pas obligés d'en boire pour vivre. Quand un Vampires de sang-noble meurt, peu importe la cause, ils ressuscite en tant que Vampire mort-vivant dès le coucher du soleil. Toutefois, il est possible de punir un vampires de sang-noble en le tuant de telle sorte qu'il ne puisse pas ressusciter.
Lorsqu'ils deviennent morts-vivants, les vampires acquièrent la totalité des avantages physiques du «virus Vampire», mais perdent leur âme dans le processus. Ils ont maintenant la capacité de transformer les humains en vampires et même la volonté de contrôler des hôtes. La société vampire est réglementée par les maîtres Vampires, généralement ceux qui contrôlent la pègre dans les grandes villes. Les maîtres vampires ont un groupe appelé Camarilla, dont leurs protégés et leurs familles sont membres. Ces groupes ont une hiérarchie sociale complexe dans laquelle tout le monde a un supérieur, sauf les maîtres Vampires, qui sont les pivots de la société vampire. Les Vampires en dehors d'une Camarilla cherchent souvent à rejoindre une Camarilla car c'est un groupe de soutien pour le mode de vie des Vampires.

#### Loups-garous
Les Loups-garous sont des lycanthropes avec des attributs bestiaux, mais ont une apparence humaine. L'origine des garous remonte à une malédiction démoniaque d'un groupe de plusieurs humains il y a plusieurs milliers d'années. La présentation commune dans les romans à ce jour est celui d'un Loup-garou, bien que des Renards-garous soient également mentionnés. Dans leur société, les Loups-garous vivent et fonctionnent comme des loups normaux : il y a des meutes, des alphas et des solitaires.
On peut noter que, dans ces romans, il n'y a pas de « malédiction du Loup-garou», telle que présentée dans d'autres histoires. Au lieu de cela, les garous doivent s'appuyer sur l'élevage pour accroître leur nombre, sauf en vertu d'une influence externe.
Une légende parle d'un dispositif démoniaque qui permet aux garous de transformer les Humains par morsure. L'histoire raconte que ce dispositif, appelé «Foyer», joua un rôle majeur dans leur structure politique, autour de l'alpha qui le possédait. Les Garous s'apprêtaient à convertir l'humanité par la force il y a plus de cinq mille ans, mais les sorciers arrivèrent de l'Outremonde à cette époque. Les Vampires, les Humains et les Sorciers se sont regroupés pour supprimer le «Foyer».
Cet artefact est une petite statue en forme de loup qui a la particularité de se parer d'argent les nuits de pleine lune. Son pouvoir peut être transféré dans un objet en os mais le pouvoir "corrompt" l'objet et le transforme en statuette de loup.
Cet artefact était caché à Detroit au moins depuis le début du XXe siècle, mais on apprend que son dernier propriétaire (un vampire) est mort en 1900.

### Fantômes et Esprits
Bien qu'il ne soit pas expliqué dans les romans si la présence de Fantômes et Esprits s'appuie sur le Tournant, l'existence de ces apparitions fait clairement référence aux peurs des personnages.

## Magies
Il existe trois types de magie dans les romans, la magie de la terre, la magie des lignes et la magie démoniaque. Toute magie tire sa puissance de la magie des lignes, bien que la magie blanche de la terre soit filtrée par les plantes et, dans le cas de la magie noire de la terre, par des animaux. En outre, il existe des mages blancs ou noirs, suivant les types de magie qu'ils utilisent. 
La magie blanche n'endommage pas l'âme de l'utilisateur, contrairement à la magie noire. Selon la série, lorsque la magie de la terre et la magie des lignes se conjuguent, le résultat est la magie démoniaque, mais seules certaines utilisations de la magie combinée laissent une tache sur l'aura du mage.

### La magie de la terre
Telle que présentée dans la série, la magie de la terre est plus puissante, bien que plus lente, que la magie des lignes. Elle est associée aux choses vivantes, aux potions, aux amulettes et aux charmes. Les sorts peuvent parfois être stockés et utilisés plus tard (amulettes).
La magie de la terre peut être utilisée pour modifier réellement son apparence ou sa forme, contrairement à la magie des lignes. Les effets sont permanents à moins d'utiliser de l'eau et du sel, qui dissipe tout effet magique. Ce type de magie tend à être associé aux mages blancs, car il est plus difficile d'avoir accès aux matériaux nécessaires pour la magie noire de la terre ; la magie noire de la terre implique le sacrifice des animaux et, dans certains cas, des Humains ou des Outres.

### La magie des lignes
La magie des lignes est moins permanente que la magie de la terre, mais elle est beaucoup plus rapide et plus facilement adaptable. Elle repose sur le recours à de puissantes sources d'énergie qui sont dispersées à travers la surface de la planète, appelées lignes. La puissance est puisée à travers ces lignes ou par l'intermédiaire de familiers lorsque les Sorciers pratiquent leur magie. La magie des lignes a un coût pour l'âme du praticien. Dans la magie blanche des lignes, ce coût est négligeable. Mais la magie noire des lignes laisse une tache sur l'aura du mage, qui peut parfois être transmise à quelqu'un d'autre.

### La magie démoniaque
La magie démoniaque conjugue la magie de la terre et la magie des lignes pour créer rapidement quelque chose de puissant et d'éternel. Comme son nom l'indique, elle est pratiquée presque exclusivement par des démons et leurs familiers. Ces familiers doivent être des Outres (sorciers, elfes...). Ce type de magie est très puissant et peut être utilisé pour changer d'espèce, de forme ou d'apparence (ex. permettre à un être humain normal de se transformer en loup ⇒ changement d'homme à animal) et peut avoir d'autres effets inconnus. En raison de la perversion des lois de la physique qui définit la magie démoniaque, le coût de ce type de magie est très élevé, si bien que même les démons essayent d'en transférer les coûts sur leurs familiers. En raison d'une mutation génétique qui mène habituellement à la mort du Sorcier avant son premier anniversaire, seuls deux Sorciers sont capables de pratiquer la magie démoniaque.

## Personnages

### Personnages principaux
Rachel Mariana Morgan : Sorcière née le 27 juillet 1981. Elle mesure 1,75 m, ses yeux sont verts et ses cheveux roux et frisés. Au début de la série, c'est une sorcière de terre (blanche), mais elle va peu à peu apprendre à utiliser la magie des lignes et la magie démoniaque. Son père est mort quand elle avait 12 ans et sa mère a un peu perdu la raison depuis ce jour. Elle a un frère Robbie de 8 ans son aîné.
Ivy Alisha Tamwood : Dernière vampire vivante de la famille Tamwood, née en janvier 1979. Elle a les cheveux noirs et raides et des yeux marron. Dans le tome un, on apprend qu'elle a cessé de boire du sang humain depuis trois ans mais dans le tome 2, elle devient contre son gré le scion de Piscary et recommence à boire du sang. Elle a une sœur, Erica, qu'elle adore. Ivy est très proche de Rachel. Dans le tome 4, elle la mord car Rachel lui a demandé.
Jenks : Pixy de 18 ans (ce qui est vieux pour un pixy) il est marié à Matalina et a 54 enfants. Dans le début du tome 1, il utilise son souhait pour devenir stérile.
Il est très attaché à Rachel dont il a souvent sauvé la vie. Avoir sa confiance est quelque chose de très important pour lui. Il aime aussi beaucoup Ivy même s'il se méfie d'elle.

### Personnages secondaires
Algaliarept: Démon convoqué par Piscary pour tuer Rachel et Trent dans le premier roman, il devient un personnage régulier dans le second tome après avoir passé un marché avec Rachel et Nick. Algaliarept est déterminé à remplacer Ceri par Rachel en tant que  familière. On ne sait pas à quoi il ressemble car il change de physique en permanence. En général, il prend la forme de ce qui fait le plus peur à son interlocuteur. Pour Rachel, c'est son amie Ivy Tamwood, pour Trent, c'est Rachel, pour Nick, c'est un gros chien et pour Piscary le dieu égyptien des morts: Anubis.
Captain Edden: Humain, c'est le capitaine du bureau du BFO local
Ceridwen "Ceri" Merriam Dulciate: Princesse elfe qui apparaît dans le début du tome 3. Il y a plus de 1000 ans, elle est devenue le familier d'Algaliarept. Rachel la délivre en prenant sa place. Ceri va enseigner à Rachel comment stocker l'énergie des lignes et rédigera des sorts pour elle.
David Hue: Loup Garou, expert en sinistres, il rencontre Rachel en enquêtant sur la disparition d'un poisson à vœux qu'elle a volé et que Jenks a mangé sans connaitre sa véritable nature. Il finit par se lier d'amitié avec Rachel.
Erica Randal: C'est la sœur d'Ivy. C'est une adolescente enjouée et bavarde qui aime sa sœur.
Glenn: Humain qui apparaît d'abord dans Le Bon, la brute et le mort-vivant. Detective et fils adoptif du capitaine Edden, il travaille avec Rachel sur plusieurs cas. C'est un secret de polichinelle dans le département qu'il est le fils de Edden.
Keasley: Keasley est un vieux Sorcier qui habite en face de l'église où vit Rachel. Il sert souvent de médecin pour le trio (surtout pour Rachel). Pour elle, il est un peu comme un grand-père de substitution
Kisten Felps: C'est un vampire vivant. Il est le scion de Piscary dans le tome 1 mais est évincé au profil d'Ivy. Comme cette dernière refuse de remplir son rôle de scion, Kisten s'occupe des affaires à sa place. Il semble attiré par Rachel, attirance qui se confirmera dans le tome 3 où ils entameront une relation amoureuse.
Jax: Un pixie, fils aîné de Jenks et Matalina. Partenaire de Nick pour voler un artefact magique très important, il fut sauvé par Rachel et Jenks quand le plan du voleur commença à aller de travers. Plus tard, il fuit avec Nick, contre la volonté de ses parents.
Newt: Le plus puissant démon qui existe. Dans un passé lointain, elle a tué tous les autres démons femelles, ce qui a causé sa folie et a fait d'elle la seule démon femelle. Les lois des démons ne s'appliquent pas à elle, car il est dit qu'«elle fait les lois." Rachel obtient une marque de Newt en paiement de son passage entre les lignes dans le tome 3.
Nicholas "Nick" Sparagmos: Nick est un humain démonologue, mage (humain qui pratique la magie), bibliothécaire et voleur professionnel. Au début de la série (tome 1, 2 et début du 3), il est le petit ami de Rachel, mais après que Rachel fasse de lui son familier (accidentellement), ils s'éloignent l'un de l'autre. Il est extrêmement intelligent et dangereux. On apprend dans le tome 4 qu'il donnait à Al des informations sur Rachel.
Ptah Ammon Fineas Horton Madison (alias Parker Piscary): C'est le maitre vampire qui contrôle tout Cincinnati. C'est un vampire mort. Dans le premier tome, son scion est Kisten, mais dans le tome deux, il fait de Ivy son nouveau scion au grand désespoir de cette dernière.On apprend dans le tome 2 qu'il est responsable de la mort du père de Rachel et de Trent et que c'est lui qui a invoqué Al pour tuer Rachel et Trent.
Quen: Quen est un Elfe et le Chef de la sécurité de Trent. Il a connu le père de Rachel. Il se sent un peu responsable d'elle car il n'a pas pu sauver son père de Piscary.
Trenton Aloysius Kalamack: Un elfe qui cache sa nature, comme tous les elfes à cette époque. Il sert d'antagoniste majeur pour la série. C'est un parrain de la drogue (le soufre) et un homme d'affaires très influent. Rachel essaie à de nombreuses reprises de le traduire en justice. Il est grand (1,80 m), bronzé et plutôt musclé. Ses yeux sont verts et ses cheveux blonds quasi translucides.  Rachel et Ceri le trouvent très beau.
Son père et celui de Rachel étaient amis, ils travaillaient ensemble à la régénération de la race elfe. Tâche que Trent poursuit toujours.